# Avro Lancaster
L' Avro Lancaster és un bombarder pesant britànic utilitzat durant la Segona Guerra Mundial. Va ser dissenyat per Avro com a bombarder de llarg abast quadrimotor per a la Royal Air Force (RAF). Va entrar en servei actiu l'any 1942 esdevinguen un dels principals bombarders pesants de la RAF, així com de les forces aèries de la Commonwealth i d'altres nacions europees sota el seu comandament.
Anomenats col·loquialment com a "Lanc" van esdevenir els bombarders nocturns més coneguts i reeixits de la guerra "enviant 608.612 tones de bombes en 156.000 sortides." Tot i tractar-se d'un bombarder nocturn també va excel·lir en altres missions incloent l'atac diürn de precisió. En aquest àmbit aconseguiren renom internacional com a "destructors de preses" ("Dam Busters") en l'Operació Chastise de 1943 tot destruint preses a la Regió del Ruhr -clau per a la indústria de guerra alemanya-.

## Operadors
- Argentina
- Austràlia
- Canada
- Egypt
- França
- Polònia
- Soviet Union
- Suècia
- Regne Unit

## Especificacions de l'Avro Lancaster

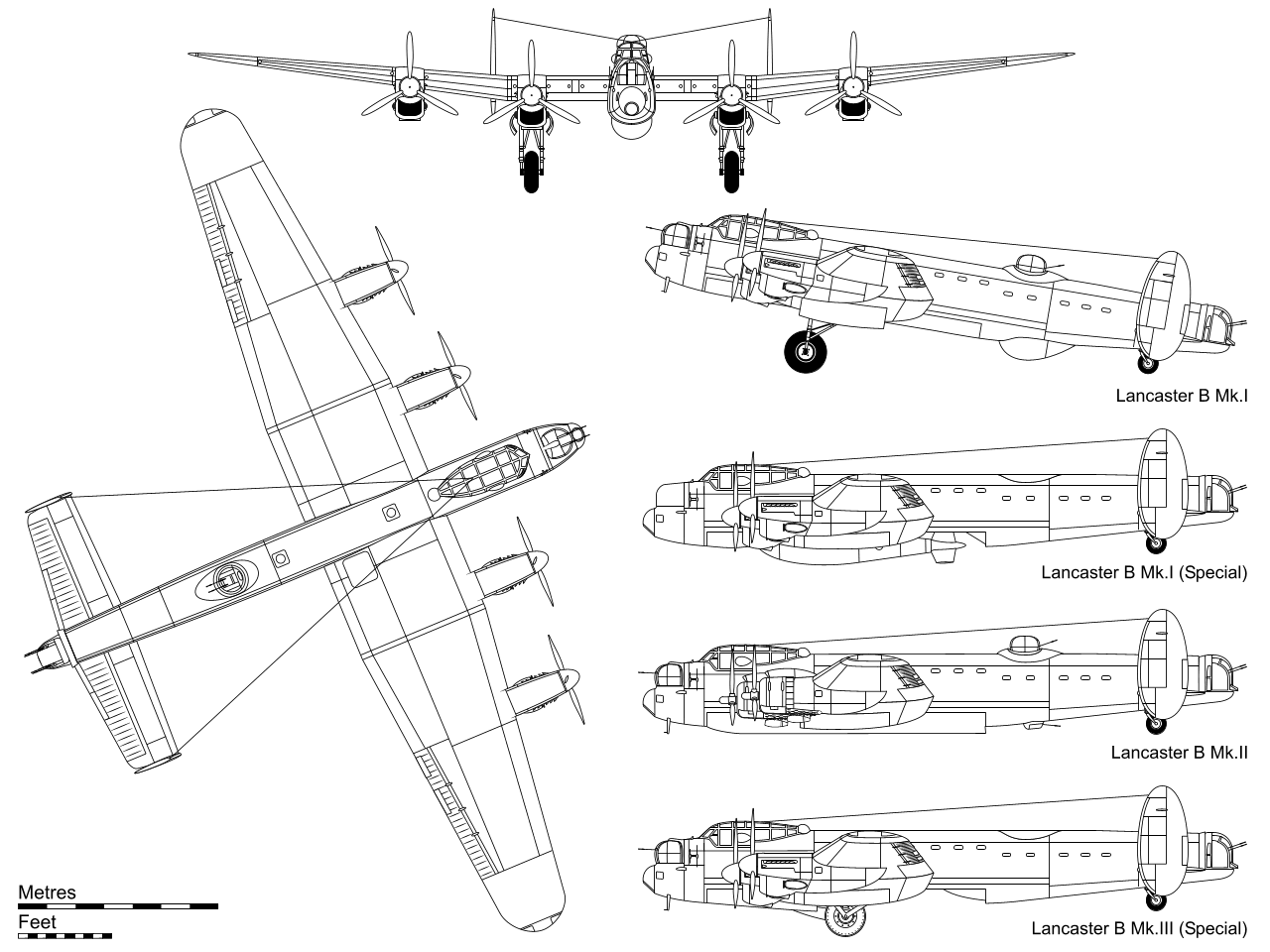
Projecció esquemàtica d'un Lancaster B Mk. I amb els perfils específics de les versions B Mk. I (Special) amb la bomba Grand Slam; la versió B Mk.II amb motors Hèrcules, comportes de bombardeig modificades i torreta ventral FN.64; i la versió B Mk.III (Special).

- Tripulació: 7: pilot, enginyer de vol, navegador, bombarder, operador de ràdio, artiller central-superior i artiller de cua.

- Longitud: 21,18 m

- Envergadura: 31,09 m

- Altura: 5,97 m

- Superfície alar: 120 m²

- Pes en buit: 16.705 kg
- Pes carregat: 29.000 kg

- Màxim pes en l'enlairament: 60.560 kg

- Motors: 4 motors V12 Rolls-Royce MerlinXX amb una potència total de 954 kW kW (1.280 cavalls de vapor)

- Velocitat màxima: 240 nusos (450 km/h)

- Altitud màxima de servei: 8.160 m

- Abast de trasllat: 2.700 milles nàutiques (4.600 km)

- Armament defensiu:

- - 8 metralladores Browning M1919 de calibre 7,7 mm (.303 British) en 3 torretes, amb canvis en funció de la versió.
- Armament ofensiu: càrrega habitual de fins a 6.300 kg de bombes; amb modificacions capaç de portar una bomba 'Grand Slam' (de quasi 10.000 kg).

## Altres bombarders de la Segona Guerra Mundial
- B-29 Superfortress
- Heinkel He 111